# Membrana vitelina
La membrana vitelina  es la estructura biológica que se encuentra directamente adyacente a la superficie exterior de la membrana plasmática de un óvulo. En su gran mayoría está formada de fibras proteínicas, con los receptores proteínicos necesarios para adhesión del esperma, los cuales a su vez se encuentran ligados a los receptores de esperma de la membrana plasmática. La especificidad de especies de estos receptores ayudan a prevenir el cruce entre especies diferentes.
En los mamíferos se la denomina zona pelúcida.
Tan pronto como el espermatozoide se fusiona con el oocito (óvulo en erizos), tiene lugar la transducción de señales, la que resulta en un incremento de la cantidad de iones citoplasmáticos de calcio. Esto dispara la reacción cortical, que hace que diversas sustancias se depositen en la membrana vitelina mediante la exocitosis de los gránulos corticales, transformándola en una capa dura denominada la “membrana de fecundación”, que sirve de barrera previniendo el acceso de otros espermatozoides. Este fenómeno es el denominado bloqueo lento de poliesperma.